# Грицан, Руслан Леонидович
Руслан Леонидович Грицан (род. 7 декабря 1978 года) — Заслуженный мастер спорта России (спортивное ориентирование на лыжах, спортивное ориентирование на велосипедах),
четырёхкратный чемпион мира в зимнем ориентировании и девятикратный чемпион мира по ориентированию на горных велосипедах.

## Биография
В течение длительного времени Руслан Грицан занимался зимним ориентированием. Уже на юниорских соревнованиях выполнил нормативы мастера спорта международного класса.
На взрослых соревнованиях он трижды становился Чемпионом мира в эстафете. А в 2005 году выиграл индивидуальное золото на средней дистанции. В 2005 году ему было присвоено звание заслуженный мастер спорта России.
В середине 2000-х сосредоточился на велоориентировании. Здесь ему сопутствует удача — девять раз он поднимался на высшую ступень пьедестала чемпионатов мира. Также несколько раз он становится призёром чемпионатов мира. В 2009 году он стал Чемпионом Европы.